# Marcello Sacchetti
Marcello Sacchetti, né à Rome en 1586 et mort à Naples le 15 septembre 1629, est un banquier, marchand et mécène italien.

## Biographie
Né à Rome en 1586, Marcello est le fils du riche marchand Giovanni Battista Sacchetti, qui avait fui sa ville natale, s'opposant aux Médicis et avait trouvé fortune à la cour papale de Rome. Sa mère est la noble florentine Francesca Altoviti, tandis que son jeune frère Matteo, grâce notamment à la richesse qu'il lui a laissé, réussit à établir la célèbre dynastie des Sacchetti à Rome, obtenant le titre de marquis et faisant partie du patriciate de la ville, achetant le Palais Sacchetti via Giulia à Rome en 1648.
Après la mort de son père en 1620, Marcello rejoint ses frères Alessandro, Matteo et Giovanni Francesco, acquérant une grande richesse en obtenant le contrat d'exploitation des mines d'alun de Tolfa, élément nécessaire à la teinture. Pour parachever la position atteinte par la famille, son frère Giulio Cesare Sacchetti, qui a entrepris une carrière ecclésiastique, est élu cardinal par le pape Urbain VIII, inextricablement lié à la fortune de la famille Barberini avec qui les Sacchetti partagent une origine toscane commune. Marcello lui-même est un homme d'affaires du cardinal Maffeo Barberini de 1620 à 1623, obtenant le poste de trésorier et dépositaire de la Chambre apostolique. 
Marcello se distingue également comme marchand d'art avisé au nom du cardinal Barberini, l'aidant à lui présenter certains des jeunes artistes les plus prometteurs du début du baroque à Rome. Il est un grand mécène et premier client du peintre Pierre de Cortone à qui, en 1626, il commande un célèbre portrait de lui, qui fait maintenant partie de la collection Borghèse. Il lui commande également une vue de Tolfa, symbole du triomphe de ses activités commerciales au service du Saint-Siège. Par l'intermédiaire de Barberini, il commande à Nicolas Poussin, qui a peint pour le cardinal Francesco Barberini une Conquête de Jérusalem par l'empereur Titus (maintenant perdue), inspirée presque certainement de la Bataille de Gédéon contre des Madianites peinte pour les Sacchetti (aujourd'hui à la Pinacothèque vaticane).
Il meurt à Naples en 1629, la ville où il s'est rendu dans l'espoir de trouver un remède aux maux qui l'affligent depuis quelque temps, auprès du chirurgien bien connu de l'époque Marco Aurelio Severino. Severino lui-même, lors de l'autopsie qu'il pratique sur le corps de Marcello, découvre que le décès est dû à un cancer intestinal avancé.